# Țara Moților
Țara Moților  (njemački: Motzenland)  također poznata kao Țara de Piatră ("Kamena zemlja") je etnografska regija u Rumunjskoj u planinskom masivu Apuseni.
Pokriva dijelove županija Alba, Arad, Bihor, Cluj i Hunedoara a dio je u sastavu Nacionalnog parka Apuseni. Stanovnici Țara Moțilora poznati su kao "moți" (njemački:Motzen, mađarski: mócok). Neki znanstvenici smatraju da su "moți" potomci Kelta, zbog svoje plave kose i plavih očiju, elemenata češćih ovdje nego među ostalim Rumunjima. Međutim hipoteza nije prihvaćen od strane glavnih povjesničara zbog nedostatka dosljednosti. Drugi znanstvenici vjeruju da su potomci Slavena,Alana ili izvornih stanovnika Dačana. Jedna grupa znastvenika smatraja ih potomcima germanskog plemena Gepida. Zbog svoje plave kose i plavih očiju do sada se razvilo sedamnaest teorija o njihovom podrijetlu.
Stanovnici ove regije žive u raštrkanim selima na visinama do 1.400 m,  to su ujedno i najviša stalna naselja u Rumunjskoj. Tara Moţilor tradicionalno počinje u Bistri, neposredno prije gradića Câmpenia, kojeg moți tradicionalno smatraju svojim neslužbenim glavnim gradom.